# Marc Oliver Dreher
Marc Oliver Dreher, auch Mo Dreher (* 1964 in Hamburg) ist ein deutscher  Herstellungsleiter, Filmproduktionsleiter und Produzent, der an rund 100 Filmen beteiligt war.

## Werdegang
Als Produktions- und Herstellungsleiter ist Dreher seit den 1980er Jahren zunächst für Filmhochschul- und Werbefilme tätig, seit Mitte der 1990er Jahre dann für Kinofilme und Fernsehproduktionen so u. a. für Türkisch für Anfänger, Lena Lorenz, Im Namen meiner Tochter – Der Fall Kalinka sowie den Kriegsfilm Napola – Elite für den Führer.
Als Koproduzent oder Produzent war Dreher mit seiner Produktionsfirma Mamoko Entertainment unter anderem an preisgekrönten Filmen, wie Der letzte Mentsch, Love Steaks, Schmitke,  A Blast – Ausbruch und Zum Schweigen gebracht – Der Regenschirmmord beteiligt.
Daneben hält Dreher Seminare über Filmproduktion, Produktionsleitung und Konfliktmanagement, leitet bei der Münchner Filmwerkstatt e.V., den Kurs IHK Produktionsleiter und ist seit 1990 neben seiner filmischen Tätigkeit auch als systemischer Berater, Change-Management-Berater und Körpertherapeut tätig. Von 1997 bis 2004 war er Geschäftsführender Vorstand des Bundesverbands Produktion e.V.; seit 2017 ist er Vorstand im Verband deutscher Herstellungs- und ProduktionsleiterInnen n.e.V.
Gemeinsam mit Anja Metzger, Filmcommissionerin des FilmFernsehFonds Bayern, etablierte Dreher die „Die Münchner Filmfreunde“, die u. a. jedes Jahr den „Munich Movie Bowl“, eine bekannte Filmbranchenveranstaltung in München, organisieren. Im Gründungsjahr war die Schauspielerin, Autorin und Regisseurin Natja Brunckhorst als Mitorganisatorin dabei.
Marc Oliver Dreher lebt mit seiner Familie in Mühldorf und München.

## Filmografie (Auswahl)
- 1991 Homo Faber (Set Manager)
- 1995: Um die 30 (Fernsehserie; Unit Manager)
- 1997: Bandits (Asst. Line Producer)
- 1998: 2 Männer, 2 Frauen – 4 Probleme!? (Asst. Line Producer)
- 2002: Ganz und Gar (Produktionsleitung)
- 2002: Wen küsst die Braut? (Produktionsleitung)
- 2002–2006: Mit Herz und Handschellen (Fernsehserie, Folgen 1–6; Produktionsleitung)
- 2004: Napola – Elite für den Führer (Pre Produktionsleitung)
- 2005: Schulmädchen (Folgen 7–14; Produktionsleitung)
- 2006–2008: Türkisch für Anfänger (Fernsehserie, Folgen 1–44; Produktionsleitung)
- 2008: Kommissarin Lucas (Krimiserie, Folgen 8 & 9; Produktionsleitung)
- 2012: Der Regenschirmmord (Dokumentarfilm; Co-Produzent)
- 2013: Der letzte Mentsch (Co-Produzent)
- 2013: Love Steaks (Associate Producer)
- 2013: Zeitlinien (Dokumentarfilm; Produzent & Regie)
- 2014: Schmitke (Co-Produzent)
- 2014: A Blast – Ausbruch (Co-Produzent)
- 2014: Das Lächeln der Frauen (Produktionsleitung)
- 2015: Last Train Home (Co-Produzent)
- 2015: Haymatloz – Exil in der Türkei (Co-Produzent)
- 2015–2017: Lena Lorenz (Fernsehserie, Folgen 3–12; Production Supervisor)
- 2016: Im Namen meiner Tochter – Der Fall Kalinka (Line Producer BRD)
- 2017–2020 Lena Lorenz: (Folgen 13–25; Herstellungsleitung)
- 2018: Passagier_23_–_Verschwunden_auf_hoher_See (Herstellungsleitung)
- 2018–2019: Der Amsterdam-Krimi (Folgen 1–4; Herstellungsleitung)
- 2018: Fonotune: An Electric Fairytale (Co-Produzent)

### Weitere Projekte
- 20th Century of Cinema (1st AD)
- Der grosse Abwasch (Kurz-Feature; Produzent)
- Masque of the red Death (Kino-Feature; Set Manager)

## Auszeichnungen (Auswahl)
- Love Steaks: Förderpreis Neues Deutsches Kino 2013 in allen vier Kategorien: Regie, Produktion, Drehbuch, Schauspiel (Koproduzent)
- Love Steaks: Max Ophüls Preis 2014 (Koproduzent)
- Love Steaks: Nominierung als „Bester Spielfilm“ Deutsche Filmpreis 2014 (Koproduzent)
- Love Steaks: „Silver Cherry“ für den „Best First And Second Feature“ auf dem Avvantura Filmfest Zadar Croatia 2014 (Koproduzent)
- Schmitke: FilmFestival Cottbus 2014: Bester Debütfilm (Koproduzent)